# Calohypsibius maliki
Espèce
Calohypsibius maliki est une espèce de tardigrades de la famille des Calohypsibiidae. 

## Distribution
Cette espèce est endémique du Chili. Elle a été découverte dans le parc national Bernardo O'Higgins

## Description
L'holotype mesure 153 µm.

## Publication originale
- Michalczyk & Kaczmarek, 2005 : The first record of the genus Calohypsibius Thulin, 1928 (Eutardigrada: Calohypsibiidae) from Chile (South America) with a description of a new species Calohypsibius maliki. New Zealand Journal of Zoology, vol. 32, no 4, p. 287-292 (texte intégral).